# Copmanthorpe
 (septembre 2021).
Le contenu est difficilement compréhensible vu les erreurs de traduction, qui sont peut-être dues à l'utilisation d'un logiciel de traduction automatique.
Copmanthorpe est un village et une paroisse civile du Yorkshire du Nord, en Angleterre. Il est situé à six kilomètres au sud-ouest de la ville d'York, entre la route A64 (en) au nord et la East Coast Main Line au sud-est. Administrativement, il relève de l'autorité unitaire de la Cité d'York. Au recensement de 2011, il comptait 4 173 habitants.
Le village est mentionné dans le Domesday Book sous le nom de Copemantorp, du vieux norrois Kaupmanna þorp, qui signifie village des commerçants ou village des artisans. La zone de Copmanthorpe couvrant Main Street, Church Street et Low Green est devenue une zone de conservation en 1978.
Copmanthorpe est délimité au nord par l'A64, tandis que la ligne principale de la côte est traverse sa périphérie sud-est, à l'ouest se trouve la campagne ouverte.
Jusqu'en 1996, Copmanthorpe relevait du district de Selby.

## Étymologie
Copmanthorpe est un nom d'origine norroise. Il comprend les éléments thorp « ferme, hameau » et kaup-mathr « marchands ». Il est attesté sous la forme Copeman Torp dans le Domesday Book, à la fin du XIe siècle.

## Histoire
La voie romaine de York (Eboracum) à Tadcaster (Calcaria) passe au nord du centre du village, le long de ce qui est maintenant Top Lane, Hallcroft Lane et Colton Lane.
Il est enregistré que "le Lord of Copmanthorpe Manor" était un anglo-saxon, nommé Gospatrick, au moment de l'invasion normande de l'Angleterre. Selon le Domesday Book, le titre a été remis à Erneis de Burun en 1084, lorsqu'il est devenu shérif du Yorkshire.
Des membres de la famille Vavasour ont résidé dans le village du 17e au 20e siècle. Un William Vavasour de Copmanthorpe est enregistré dans le Battle Abbey Roll. La famille Vavasour était titulaire du Barotnetcy de Haselwood près de Tadcaster à partir de 1628, qui comprenait des domaines à Killingthorpe, Spalington et Copmanthorpe. Sir William Vavasour était le premier et le seul baronnet de Copmanthorpe en 1643 jusqu'à sa mort en 1659 et était le fils du chevalier Marshall, Sir Thomas Vavasour. En 1672, le manoir est vendu à la famille Wood.
Copmanthorpe était le site d'une presbytère des "knights Templar" sur des terres données aux Templiers par la famille Malbis (voir Acaster Malbis). Un précepteur, Robert de Reygate, du Temple est enregistré dès 1291.
Pendant la Première Guerre mondiale, il y avait un aérodrome du Royal Flying Corps près de "Drome Road". Le 57e Escadron (Cheltenham) a été formé ici en juin 1916. En 1919, l'une des huttes de l'aérodrome a été achetée par le Yearsley Bridge Hospital (un hôpital pour la fièvre), au nord de York, pour fournir un logement supplémentaire aux infirmières.
Un accident de chemin de fer s'est produit le 25 septembre 2006, lorsque le service de 14h25 de Plymouth à Édimbourg (Virgin Cross Country) est entré en collision avec une voiture qui avait dévié de Moor Lane et sur les voies, tuant le conducteur de la voiture et provoquant le train avant de la rame Voyager faire dérailler. L'accident s'est produit vers 21:01 BST. Le train impliqué était déjà en retard dans son voyage vers York.

## Administration
À l'origine, le village faisait partie du quartier rural ouest de l'autorité unitaire de la ville d'York. 
En 2015, il est devenu un quartier à conseiller unique, actuellement représenté au conseil municipal d'York (City of York Council) par  David Carr, ancien membre du Parti conservateur et chef du conseil municipal de mai 2016 à janvier 2018, qui siège maintenant[Quand ?] en tant qu'indépendant.

## Géographie

### Situation
Copmanthorpe se trouve à 6,4 km au sud-ouest du centre d'York. 

### Géologie et relief
Le territoire du village repose sur une moraine glaciaire de grès recouverte d'argile à blocs. 
Le point culminant est sur Top Lane, à 81 pieds au-dessus du niveau de la mer.

## Démographie
La population du village a presque triplé au cours des cent dernières années depuis le premier recensement en 1881, passant de 311 en 1881 à 1 027 en 1961. Dans le recensement de 2001, la paroisse du village note la population comme 4 262. Le groupe d'âge le plus important au sein de la population est entre 45 et 64 ans à 30,5% avec 26,1% entre 30 et 44 ans. Parmi la population âgée de 16 à 74 ans, 69,3 % ont déclaré exercer une forme d'emploi et 25,3 % ont déclaré être à la retraite. Des 1 699 ménages, 35 % étaient des maisons mitoyennes ou en terrasses et 64,3 % étaient des maisons isolées. Le taux de propriété des ménages était de 91 %. 

## Économie
À l'origine, le village était un endroit pour les commerçants et l'agriculture, mais actuellement Copmanthorpe est un village de banlieue fonctionnel, avec deux églises, un bureau de poste, une boucherie, une bibliothèque, un café, deux coiffeurs, un barbier, une pharmacie, une épicerie, un pub et "takeaway". Copmanthorpe possède également un grand centre de loisirs qui accueille un carnaval, le plus grand événement local, normalement organisé en juillet, il rassemble de nombreuses petites entreprises de "North Yorkshire".

## Culture
Le centre de loisirs de Copmanthorpe ("le Rec") fournit la plupart des installations sportives et sociales du village. Il y a aussi une aire de jeux pour enfants avec une variété d'équipements sur une surface de sécurité. Les lotissements, avec cinquante-quatre parcelles, sont situés sur Temple Lane et sont gérés par le Conseil paroissial de Copmanthorpe.
Les fêtes de village sont nombreuses tout au long de l'année, dont le Carnaval en été et la Fayre le 1er mai. La branche locale du Women's Institute a été créée en 1924 et a déménagé dans une salle spécialement construite en 1928. D'autres clubs et sociétés comprennent une Mothers Union, une troupe de théâtre, un club de jeunes et des troupes de scouts et de guides.
En 2014, le premier Charity Beerfest a eu lieu à l'église St Giles à Copmanthorpe. Tous les profits iront directement aux organismes de bienfaisance locaux et aux groupes de bénévoles. Le "Coptoberfest" récolte environ 4000 £ chaque année.

## Sport
Le village a deux green, Low Green et le plus petit Memorial Green.